# Kanton Argenton-les-Vallées
Kanton Argenton-les-Vallées is een voormalig kanton van het Franse departement Deux-Sèvres. Kanton Argenton-les-Vallées maakte deel uit van het arrondissement Bressuire en telde 10.122 inwoners (1999). Het werd opgeheven bij decreet van 18 februari 2014 met uitwerking op 22 maart 2015.

## Geschiedenis
Op 1 september 2006 werd het kanton d'Argenton-Château hernoemd in kanton d'Argenton-les-Vallées.

## Gemeenten
Het kanton Argenton-les-Vallées omvatte de volgende gemeenten:
- Argenton-l'Église
- Argenton-les-Vallées (hoofdplaats)
- Bouillé-Loretz
- Bouillé-Saint-Paul
- Le Breuil-sous-Argenton
- Cersay
- La Coudre
- Étusson
- Genneton
- Massais
- Moutiers-sous-Argenton
- Saint-Aubin-du-Plain
- Saint-Maurice-la-Fougereuse
- Ulcot
- Voulmentin